# Igor Vušurović
Igor Vušurović (Berane, 24 settembre 1974) è un pallavolista montenegrino.